# Chediston
Chediston – wieś w Anglii, w hrabstwie Suffolk, w dystrykcie East Suffolk. Leży 38 km na północny wschód od miasta Ipswich i 143 km na północny wschód od Londynu.